# Distrito electoral federal 6 de Durango
El VI Distrito Electoral Federal de Durango fue un antiguo distrito electoral establecido en el estado de Durango para la elección de diputados federales.
El VI Distrito existió, en una primera época, entre 1902 y 1930. Posteriormente, fue restablecido como resultado de Reforma política de 1977 cuando se elevó el número de diputados federales a 300, pasando el estado de Durango de cuatro a seis distritos electorales. En 1996, fue suprimido en el proceso de distritación, cuando los cambios demográficos no justificaban la existencia de seis distritos en Durango, que fueron reducidos a cinco en 1996 y posteriormente a cuatro en 2005.

## Diputados por el distrito
| Diputado | Grupo parlamentario | Legislatura   | Periodo     |
| --- | ------------------- | ------------- | ----------- |
| Jesús Manjaraz |                     | XXI XXII      | 1902 - 1906 |
| Vacante | Vacante             | XXIII         | 1906 - 1908 |
| Manuel de Zamacona e Inclán |                     | XXIV          | 1908 - 1910 |
| Eleuterio Martínez |                     | XXV           | 1910 - 1912 |
| Vacante | Vacante             | XXVI          | 1912 - 1913 |
| Alberto Terrones Benítez |                     | Constituyente | 1916 - 1917 |
| Jesús F. Villarreal |                     | XXVII         | 1917 - 1918 |
| Miguel Espinosa y Elenes |                     | XXVIII        | 1918 - 1920 |
| Liborio Espinosa y Elenes |                     | XXIX XXX      | 1920 - 1924 |
| Alberto Terrones Benítez |                     | XXXI          | 1924 - 1926 |
| Jesús Salas Barraza |                     | XXXII         | 1926 - 1928 |
| Erasmo Barraza (Suplente) |                     | XXXIII        | 1928 - 1930 |
| El VI distrito fue suprimido en 1930. Es restablecido en la distritación de 1977 y suprimido nuevamente en la distritación de 1996. |                     |               |             |
| Práxedis Nevárez Zepeda |                     | LI            | 1979 - 1982 |
| Cirino Olvera Espinoza |                     | LII           | 1982 - 1985 |
| Joel Lleverino Reyes |                     | LIII          | 1985 - 1988 |
| Lázaro Pasillas Rodríguez |                     | LIV           | 1988 - 1991 |
| Jesús Molina Lozano |                     | LV            | 1991 - 1994 |
| Luis Fernando González Achem |                     | LVI           | 1994 - 1997 |